# Boucles de l'Aulne 2015
La Boucles de l'Aulne 2015, settantaseiesima edizione della corsa e valida come evento dell'UCI Europe Tour 2015 categoria 1.1, si svolse il 31 maggio 2015 su un percorso di 168 km. Fu vinta dall'estone Alo Jakin, che giunse al traguardo con il tempo di 4h06'35", alla media di 40,88 km/h.
Al traguardo 73 ciclisti completarono la gara.

## Squadre partecipanti
| N.      | Cod. | Squadra                        |
| ------- | ---- | ------------------------------ |
| 1-8     | ALM  | AG2R La Mondiale               |
| 11-18   | FDJ  | FDJ.fr                         |
| 21-28   | BSE  | Bretagne-Séché Environnement   |
| 31-38   | COF  | Cofidis, Solutions Credits     |
| 41-48   | EUC  | Team Europcar                  |
| 51-57   | CJR  | Caja Rural-Seguros RGA         |
| 61-68   | AUB  | Auber 93                       |
| 71-78   | RLM  | Roubaix-Lille Metropole        |
| 81-87   | M13  | Team Marseille 13 KTM          |
| 91-98   | ADT  | Équipe cycliste Armée de Terre |
| 101-108 | MUR  | Murias Taldea                  |
| 111-118 | CCD  | Team Differdange-Losch         |
| 121-128 | CCT  | CCT p/b Champions System       |
| 131-138 | STF  | Start-Massi Cycling Team       |

## Ordine d'arrivo (Top 10)
| Pos. | Corridore           | Squadra        | Tempo    |
| ---- | ------------------- | -------------- | -------- |
| 1    | Alo Jakin           | Auber 93       | 4h06'35" |
| 2    | Steven Tronet       | Auber 93       | s.t.     |
| 3    | Laurent Pichon      | FDJ.fr         | s.t.     |
| 4    | Pierrick Fédrigo    | Bretagne       | s.t.     |
| 5    | Baptiste Planckaert | Roubaix-Lille  | s.t.     |
| 6    | Florian Sénéchal    | Cofidis        | s.t.     |
| 7    | Julien El Fares     | Marseille 13   | s.t.     |
| 8    | J.-C. Peraud        | AG2R La Mon.   | s.t.     |
| 9    | Bryan Nauleau       | Europcar       | s.t.     |
| 10   | Yann Guyot          | Armée de Terre | a 6"     |